# Lucio Cornelio Silla

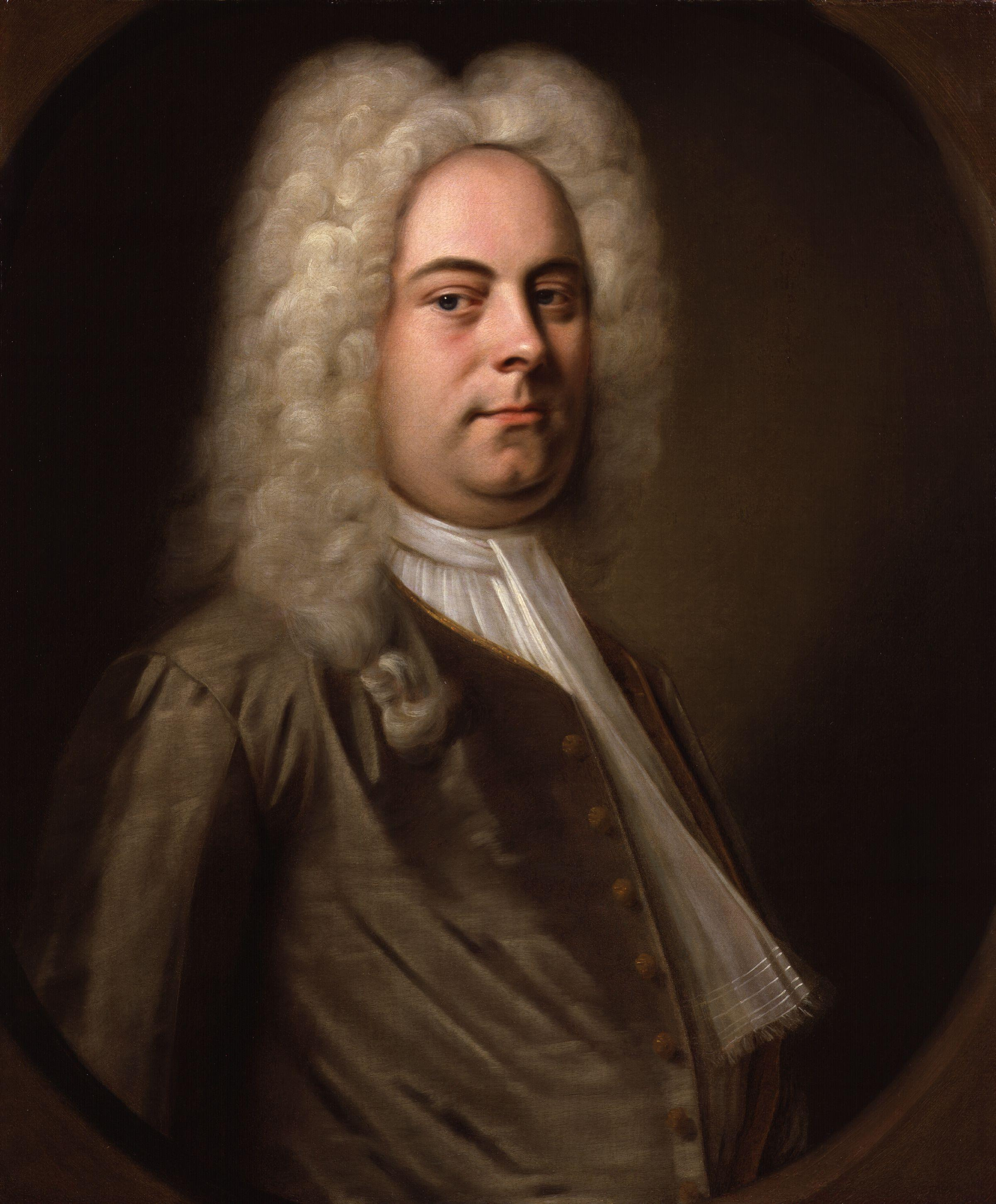
Georg Friedrich Händel

För Mozarts version av samma historia, se Lucio Silla.
Lucio Cornelio Silla (HWV 10) är en opera seria (dramma per musica) i tre akter av Georg Friedrich Händel och libretto av Giacomo Rossi.

## Historia
Det råder delade meningar om anledning till operans uppkomst. En uppfattning är att den komponerades för ett privat uppförande hos earlen av Burlington på Burlington House den 2 juni 1713. Men mer sannolikt är att operan skrevs för teatern Her Majesty's Theatre i London, då det i operan finns sceniska effekter som ingick i teaterns repertoar, samt röster som fanns att tillgå bland sångarna på den tiden. Operan kan även ha givits som en halvprivat föreställning till den franske ambassadörens ära till vilken librettot är dedicerat. Lika troligt är att operan aldrig uppfördes.

## Personer
- Silla, romersk diktator (altkastrat)
- Metella, Sillas hustru (sopran)
- Lepido, konsul (soprankastrat)
- Flavia, Lepidos hustru (sopran)
- Claudio, senator, Celias älskare (kontraalt)
- Celia, Catulus dotter (sopran)
- Guden Mars (bas)
- Scabro (stum roll)